# La battaglia di Legnano
La battaglia di Legnano (deutscher Titel: Die Schlacht von Legnano) ist eine Oper in vier Akten von Giuseppe Verdi auf ein Libretto von Salvatore Cammarano. Die Uraufführung fand am 27. Januar 1849 am Teatro Argentina in Rom statt. Das Werk ist nach heutigem musikwissenschaftlichem Stand die einzige originäre Risorgimento-Oper Verdis.

## Handlung
Hintergrund der Handlung ist die historische Schlacht von Legnano, in der Kaiser Friedrich Barbarossa mit seinem Heer eine schwere Niederlage erlitt und Frieden mit den lombardischen Städten schließen musste, denen er eine begrenzte Autonomie zubilligte.
Im Text der Oper schimmern immer wieder anachronistische Bezüge auf die aktuelle Situation in Italien durch.

### Erster Akt: „Egli vive“ – Er lebt
Erstes Bild: Teile des wieder aufgebauten Mailands unweit der Stadtmauern
Die Oper beginnt mit einem achtminütigen Vorspiel, dessen Hauptmelodie zum Leitthema der Lombardischen Liga wird. Ein Chor aus Kriegern der Lombardischen Liga stimmt „Viva Italia!“ an. Im Text dieses Eingangschores kommt der aktuelle Wunsch der Italiener nach Einigung zum Ausdruck. Arrigo, der sich den veronesischen Kriegern angeschlossen hat, begrüßt in einer Szene und Kavatine Mailand. Als Rolando mit den Männern von Mailand hinzukommt und seinen totgeglaubten Freund Arrigo erkennt, erzählt ihm dieser, dass er nur verwundet war und in Gefangenschaft geriet. Nach dem Auftreten der mailändischen Konsuln schwören alle Krieger, Mailand mit ihrem Blut gegen den Österreicher („Austro“, sic!) zu verteidigen.
Zweites Bild: Schattiger Ort unter Baumgruppen, in der Nähe der Wassergräben
Lida, die ehemalige Verlobte Arrigos und jetzige Frau Rolandos, hat diesem inzwischen einen Sohn geboren. In einer Szene und Kavatine beklagt sie den Tod ihrer Familie, will aber aus Pflichtgefühl weiterleben. In diesem Moment kommt der intrigante Marcovaldo, ein deutscher Kriegsgefangener, hinzu und gesteht ihr seine Liebe. Nachdem ihn Lida abgewiesen hat, kündigt Lidas Zofe Imelda die Ankunft Arrigos an. Lida, die Arrigo noch immer liebt, ist freudig erregt. Als Rolando in Begleitung Arrigos eintrifft, beobachtet Marcovaldo Lidas unverhohlene Zuneigung zu Arrigo. Die Szene wird durch einen Herold, der berichtet, ein Heer Kaiser Barbarossas nähere sich, unterbrochen. Rolando eilt mit dem Herold davon. Arrigo, der inzwischen erfahren hat, dass Lida mit Rolando verheiratet ist, macht ihr Vorwürfe, dass sie ihren Eid, ihm für immer anzugehören, gebrochen hat. Lida versucht sich damit zu rechtfertigen, dass sie ihn tot geglaubt hatte und dass sie ihr Vater auf dem Sterbebett beschworen hat, Rolando zu heiraten. Arrigo glaubt ihr nicht und will den Tod in der Schlacht finden.

### Zweiter Akt: „Barbarossa“
Ein Raum in Rathaus von Como
Mailand hat sich trotz der früheren Kämpfe gegen Como zu einem gemeinsamen Bündnis gegen Kaiser Friedrich Barbarossa bereit erklärt. Im Auftrittschor der Heerführer und des Magistrats von Como ist man noch voller Hass auf Mailand. Rolando und Arrigo treten als Gesandte auf, um Como zum Bündnis gegen den Kaiser zu bewegen. Der Bürgermeister von Como wendet ein, sie seien vertraglich an den Kaiser gebunden. Auf Arrigos Frage, welche Antwort sie zurückbringen sollen, antwortet Barbarossa selbst: „Io la darò“ („Ich werde sie geben“). Auf ein Zeichen des Kaisers werden die Türen geöffnet, und man sieht das kaiserliche Heer herannahen, um Mailand erneut zu unterwerfen. Alle Anwesenden schwören Krieg bis zum Tod („Guarra a morte!“).

### Dritter Akt: „L’infamia“ – Die Schmach

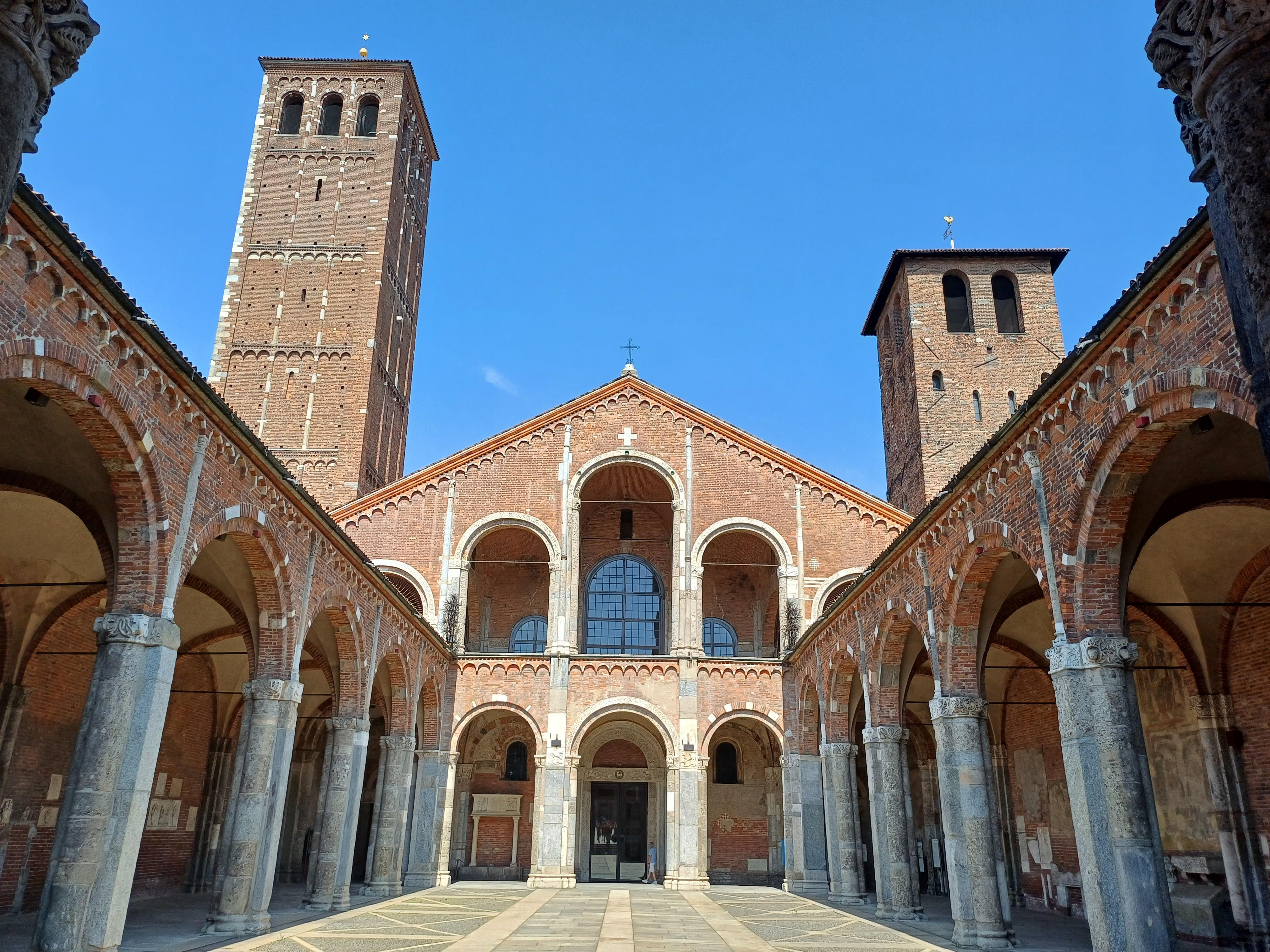
Basilika Sant’Ambrogio, Mailand

Erstes Bild: Unterirdisches Gewölbe in der Basilika Sant’Ambrogio in Mailand
Die Todesritter, eine Vereinigung von Kriegern, die bis zum Tod für Italien kämpfen wollen, haben sich zum gemeinsamen Schwur versammelt. Arrigo tritt dieser Vereinigung bei und leistet den Schwur zusammen mit den Todesrittern.
Zweites Bild: Gemächer in der Burg Rolandos
Lida hat inzwischen erfahren, dass sich Arrigo den Todesrittern angeschlossen hat. In einem Brief bittet sie ihn um eine letzte Aussprache. Rolando nimmt Abschied von Lida, um in den Krieg zu ziehen. Er bittet sie, den gemeinsamen Sohn in der Liebe zu Gott und zum Vaterland zu erziehen. Als Arrigo hinzukommt, bittet ihn Rolando, seine Frau und sein Kind zu schützen, und nimmt Abschied von Arrigo. Marcovaldo hat Lidas Brief an Arrigo abgefangen und übergibt ihn Rolando. Dieser glaubt sich betrogen und will Rache.
Drittes Bild: Ein Zimmer hoch oben im Turm
Arrigo schreibt einen Brief an seine Mutter. Lida sucht ihn auf, um Abschied zu nehmen, wobei sie ihm noch einmal ihre Liebe gesteht, gleichzeitig aber auch aus Pflicht ihrem Sohn gegenüber ihren Verzicht erklärt. Auf das Klopfen von Rolando öffnet Arrigo die Tür, Lida verbirgt sich auf dem Balkon. Während der Auseinandersetzung mit Arrigo öffnet Rolando die Läden des Balkons, entdeckt Lida und verstößt sie. Als Arrigo ihre Unschuld beteuern will, zieht Rolando sein Schwert, überlegt sich aber eine stärkere Rache. Als die Trompeten zum Sammeln für die Schlacht blasen, verdammt er Arrigo zur Schande, indem er ihn zusammen mit Lida in dem Turmgemach einsperrt, so dass Arrigo nicht zum Befreiungskampf aufbrechen kann. Arrigo, der vom Balkon aus den Auszug des Heeres und der Todesritter ansieht, kann diese Schmach nicht länger ertragen und stürzt sich mit dem Ausruf „Viva Italia!“ vom Balkon.

### Vierter Akt: „Morire per la patria“ – Fürs Vaterland sterben
Platz in Mailand vor einer Kirche
Imelda berichtet Lida, Arrigo habe den Sturz überlebt, sei unverletzt aus dem Fluss gestiegen und habe sich dem Heer gegen Barbarossa angeschlossen. In einer großen Szene mit Terzett und Siegeshymne verkünden Stimmen hinter der Bühne: „Vittoria! Vittoria!“ („Sieg! Sieg!)“. Der zweite Konsul von Mailand verkündet vor dem betenden Volk, dass die kaiserlichen Truppen vor Legnano durch die Lombardische Liga geschlagen wurden. Kaiser Barbarossa selbst wurde durch Arrigo aus dem Sattel gerissen und ist schwer verwundet oder sogar tot. (Tatsächlich starb Barbarossa erst 1190 beim Dritten Kreuzzug, als er bei Seleukia im Fluss Saleph ertrank.) Der tödlich verwundete Arrigo wird von den Todesrittern herbeigebracht. In einer letzten Aussprache, angesichts des Todes, versichert er Rolando, dass ihm Lida nicht untreu geworden ist. Rolando glaubt ihm und verzeiht. Arrigo stirbt während der Klänge des Te Deums zur Feier des Sieges.

## Instrumentation
Die Orchesterbesetzung der Oper enthält die folgenden Instrumente:
- Holzbläser: Piccoloflöte, Flöte, zwei Oboen, zwei Klarinetten, zwei Fagotte
- Blechbläser: vier Hörner, zwei Trompeten, drei Posaunen, Cimbasso
- Pauken, Schlagzeug: Große Trommel, Becken, Kleine Trommel, Glocke
- Harfe
- Streicher
- Bühnenmusik: sechs Trompeten, vier Posaunen, Kleine Trommel

## Werkgeschichte

### Entstehung
Das Jahr 1848 war das Jahr des Aufbruchs und der europaweiten Revolutionen. In Italien gärte es seit mehreren Jahren, und die Einigungsbewegung sah das Ziel vor Augen, sich von der österreichischen und päpstlichen Vorherrschaft zu befreien. Im Februar 1848 konnten die Mailänder nach fünftägigen Straßenkämpfen die österreichischen Soldaten vertreiben. Auch in Parma, Modena und der Toscana wurden die Herrscher vertrieben. Venedig rief sich zur unabhängigen Republik aus. Papst Pius IX., ein Gegner der italienischen Einigungsbestrebungen, floh im November 1848 aus Rom nach Gaeta im Königreich Neapel-Sizilien und konnte erst im Frühjahr 1850 mithilfe französischer Truppen zurückkehren.
Verdi, der sich 1848 in Paris aufhielt, war ein Anhänger der Einigungsbewegung und suchte einen Stoff für eine patriotische Oper. Er dachte zunächst an Edward Bulwer-Lyttons Rienzi, or The Last of the Tribunes (Rienzi, der letzte der Tribunen), einen Stoff, den bereits Richard Wagner in seiner 1842 uraufgeführten Oper Rienzi verarbeitet hatte. Da Verdis Freund, der Librettist Francesco Maria Piave, als Soldat in der neu formierten venezianischen Garde diente, wandte sich Verdi an Salvatore Cammarano, den Librettisten von Alzira. Cammarano riet vom Cola-di-Rienzo-Stoff ab und schlug stattdessen als Basis der Handlung Joseph Mérys Schauspiel La battaille de Toulouse vor, unter Änderung des Schauplatzes und des historischen Kontexts. Nicht mehr die Napoleonische Zeit, sondern der Krieg der Lombardischen Liga gegen Kaiser Friedrich Barbarossa aus dem Jahr 1176 mit der Schlacht von Legnano sollte den Hintergrund der Oper bilden, bereichert um „patriotische Chöre, Eide und Prozessionen“. Diese Schlacht, in der das Heer Friedrich Barbarossas eine empfindliche Niederlage erlitten hatte, war längst ein Schlagwort der Einigungsbewegung geworden und wurde eigens in der vierten Strophe der im Jahr zuvor entstandenen Hymne Fratelli d’Italia erwähnt.
Mérys Stück behandelte den Konflikt, dass ein nach der Völkerschlacht verschollener französischer Soldat für tot erklärt wurde, aber überlebte und weiter für sein Vaterland gekämpft hatte. Inzwischen war seine Verlobte die Frau seines besten Freundes geworden. Nach dem Wiedersehen verabredeten die Frau und der Soldat ein letztes Treffen, bevor er erneut in den Krieg ziehen wollte. Ein Intrigant steckte dies dem Ehemann. Statt den vermeintlichen Nebenbuhler zu erdolchen, legte ihm der Ehemann eine für einen Soldaten schreckliche Strafe auf. Er durfte nicht mehr für sein Land kämpfen. Der Soldat konnte diese Schande nicht ertragen und stürzte sich aus dem Fenster.
Das Libretto der Oper basiert auf Mérys Grundidee, wobei Cammarano und Verdi die Handlung der Oper ins 12. Jahrhundert verlegten. Wie aus dem Briefwechsel zwischen Cammarano und Verdi bekannt ist, bestand Verdi auf einem persönlichen Auftritt Barbarossas im zweiten Akt und skizzierte, wie gewohnt, viele Teile des Librettos in Prosa, ebenso wie er der weiblichen Hauptfigur eine größere Rolle als in Mérys Stück zudachte.

### Rezeption
Die Premiere im römischen Teatro Argentina war nur 13 Tage vor der offiziellen Proklamation der Römischen Republik im Februar 1849. Das Publikum war von der Oper so begeistert, dass der gesamte dritte Akt wiederholt werden musste.
Nachdem die kurzlebige Römische Republik am 3. Juli 1849 von spanischen und französischen Invasoren niedergeschlagen worden war und die Österreicher erneut in Norditalien herrschten, begann die Zeit der Restauration. Auf Druck der Zensur mussten Ort, Zeit und die Personen der Handlung geändert werden. Die Oper wurde in die Zeit Philipps II. von Spanien verlegt und behandelte nun den Aufstand der Niederlande gegen den Herzog von Alba, der an die Stelle Barbarossas trat. Nach diesen Änderungen durfte die Oper unter dem Titel L’assedio di Arlem gespielt werden.
Verdi überlegte mehrfach, die Oper zu überarbeiten und ein neues Libretto in Auftrag zu geben, verwarf aber schließlich diesen Gedanken. Mit der Gründung des Königreichs Italien im Jahre 1861 wurde La battaglia di Legnano noch einmal populär, geriet aber später, wie viele Werke Verdis aus seiner frühen Schaffensperiode, in Vergessenheit. Erst im Zuge der Verdi-Renaissance im 20. Jahrhundert wurde das Werk wiederentdeckt.

## Diskographie (Auswahl)
- Gesamtaufnahme mit Marco Stefanoni, Antonietta Stella, Franco Corelli, Ettore Bastianini, Chor und Orchester der Mailänder Scala unter Gianandrea Gavazzeni, Melodram / Myoto / OPD, Liveaufnahme 1961.
- Gesamtaufnahme mit Nicolai Ghiuselew, Katia Ricciarelli, José Carreras, Matteo Manuguerra, Chor und Sinfonieorchester des ORF Wien unter Lamberto Gardelli, Philips 1977.
- DVD: mit Cesar Hernandez, Giorgio Cebrian, Elisabete Matos, Manrico Signorini, Francesco Palmieri, Chor und Orchester des Teatro Massimo Bellini unter Nello Santi, Regie Walter Pagliaro, Bongiovanni 2002.